# STS 14

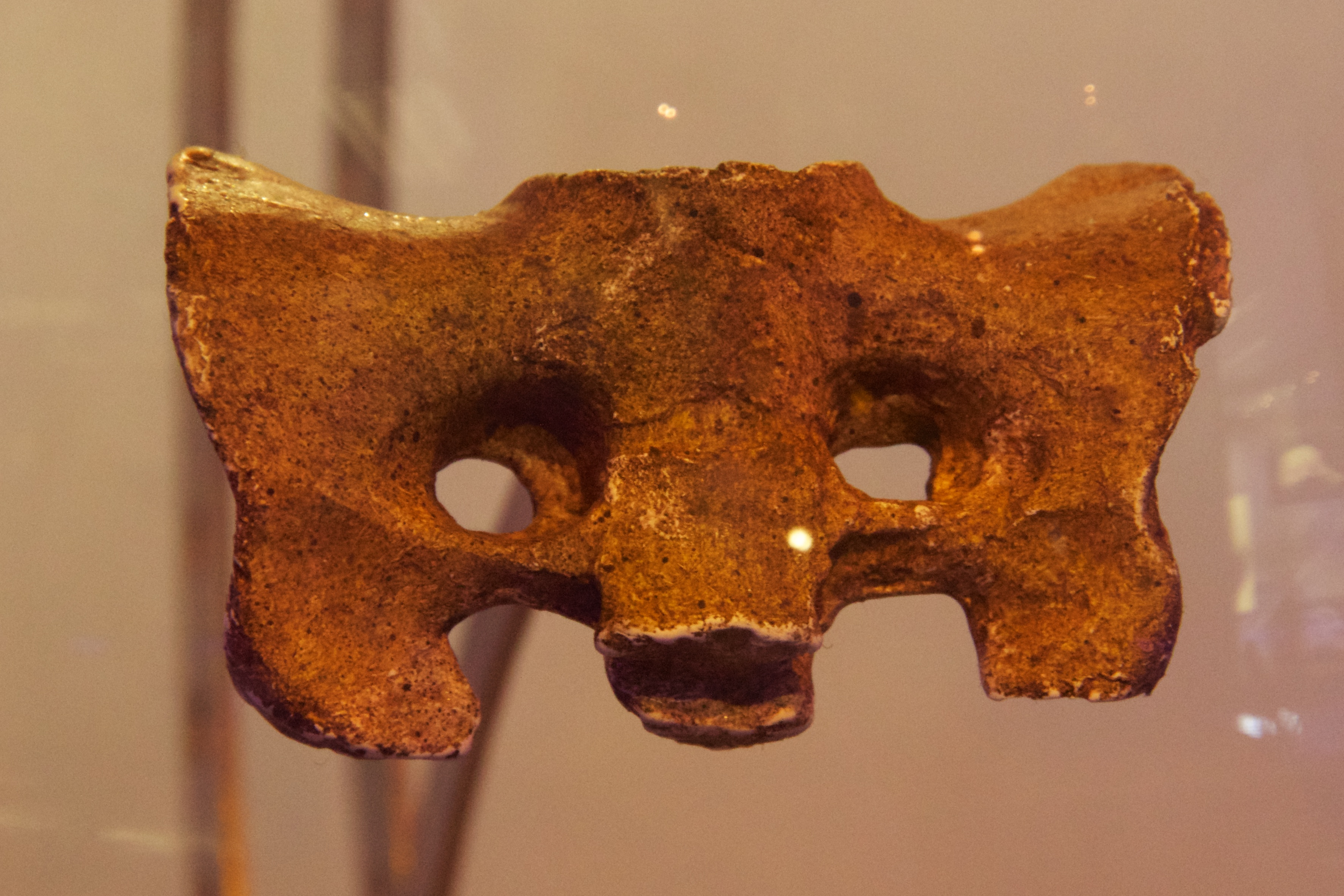
Réplica del coxis del conjunto STS 14.

STS 14 es una pelvis, parte de la columna vertebral y costillas y el fémur fosilizados de un individuo de la especie Australopithecus africanus. Fue descubierto en Sterkfontein (Sudáfrica) por Robert Broom el 1 de agosto de 1947.
Sus características tienen una forma claramente similar a la humana en las palas de la pelvis, y diferente de cualquier otro animal. La forma indica un tipo de bipedalismo. Este hallazgo fue el primero en demostrar, sin lugar a dudas, la bipedestación en especies anteriores al género Homo.
Algunos científicos han propuesto que los fósiles STS 14 prodían proceder del mismo individuo que los del fósil STS 5 (que se considera, sin embargo, de hace 2 150 000 años).